# Sonnschied
Sonnschied ist eine Ortsgemeinde im Landkreis Birkenfeld in Rheinland-Pfalz. Sie gehört der Verbandsgemeinde Herrstein-Rhaunen an.

## Geographie
Sonnschied liegt im südlichen Hunsrück am Rande des Hahnenbachtals. Vom Ort hat man einen herrlichen Blick auf den Lützelsoon.
Zu Sonnschied gehört auch der am Hahnenbach gelegene Wohnplatz Birkenmühle, der an Rudolfshaus und an den zur Bundenbach gehörenden Wohnplatz Neumühle grenzt.
Nachbarorte von Sonnschied sind die bereits zum Landkreis Bad Kreuznach gehörenden Ortsgemeinden Bruschied im Nordosten, Hennweiler im Osten und Hahnenbach im Südosten, sowie in der eigenen Verbandsgemeinde die Ortsgemeinden Griebelschied im Süden, Wickenrodt im Westen und Bundenbach im Norden.

## Geschichte
Der Ort wurde im Jahr 1336 erstmals urkundlich erwähnt. Er gehörte den Wild- und Rheingrafen.
Ende des 18. Jahrhunderts beendete die Inbesitznahme des Linken Rheinufers durch französische Revolutionstruppen die alte Ordnung. Der Ort wurde von 1798 bis 1814 Teil der Französischen Republik (bis 1804) und anschließend des Französischen Kaiserreichs.
In Sonnschied kurierte im Herbst 1799 Johannes Bückler, der so genannte Schinderhannes, sein bei der Flucht aus dem Simmerner Gefängnisturm verletztes Bein.
Nach der Niederlage Napoleons kam Sonnschied aufgrund der 1815 auf dem Wiener Kongress getroffenen Vereinbarungen zum oldenburgischen Fürstentum Birkenfeld (ab 1919 „Landesteil Birkenfeld“ des Freistaates Oldenburg) und gehörte verwaltungsmäßig zur Bürgermeisterei Herrstein des Amtes Oberstein.
Als Folge des Ersten Weltkriegs war die gesamte Region dem französischen Abschnitt der Alliierten Rheinlandbesetzung zugeordnet. Nach dem Zweiten Weltkrieg wurde Sonnschied innerhalb der französischen Besatzungszone Teil des damals neu gebildeten Landes Rheinland-Pfalz.
Bevölkerungsentwicklung
Die Entwicklung der Einwohnerzahl von Sonnschied, die Werte von 1871 bis 1987 beruhen auf Volkszählungen:
| Jahr | Einwohner |
| 1815 | 130       |
| 1835 | 144       |
| 1871 | 114       |
| 1905 | 108       |
| 1939 | 97        |
| 1950 | 108       |

| Jahr | Einwohner |
| 1961 | 111       |
| 1970 | 125       |
| 1987 | 120       |
| 1997 | 139       |
| 2005 | 136       |
| 2023 | 104       |

## Politik

### Gemeinderat
Der Gemeinderat in Sonnschied besteht aus sechs Ratsmitgliedern, die bei der Kommunalwahl am 9. Juni 2024 in einer Mehrheitswahl gewählt wurden, und dem direkt gewählten ehrenamtlichen Ortsbürgermeister als Vorsitzendem.

### Bürgermeister
Michael Hermes wurde am 19. September 2024 Ortsbürgermeister von Sonnschied. Da für eine am 29. September angesetzte Wiederholungswahl kein Wahlvorschlag eingereicht wurde, oblag die Neuwahl des Bürgermeisters gemäß rheinland-pfälzischer Gemeindeordnung dem Rat, der den bisherigen Ersten Beigeordneten Michael Hermes in das neue Amt wählte.
Sein Vorgänger Bernhard Bender hatte das Ehrenamt im Sommer 2019 übernommen. Bei der Direktwahl am 26. Mai 2019 war er mit einem Stimmenanteil von 73,97 % für fünf Jahre gewählt worden. Benders Vorgängerin Marianne Nürnberger hatte das Amt 2014 übernommen, war 2019 aber nicht erneut angetreten. Bei der Kommunalwahl am 9. Juni 2024 erhielt Bender exakt 50 % der Stimmen (32 zu 32 Stimmen) und verlor damit die Ortsbürgermeisterwahl, sodass eine Wiederholungswahl notwendig wurde.

## Wirtschaft und Infrastruktur
Im Südosten verläuft die Bundesstraße 41. In Kirn ist ein Bahnhof der Bahnstrecke Bingen–Saarbrücken.

## Siehe auch

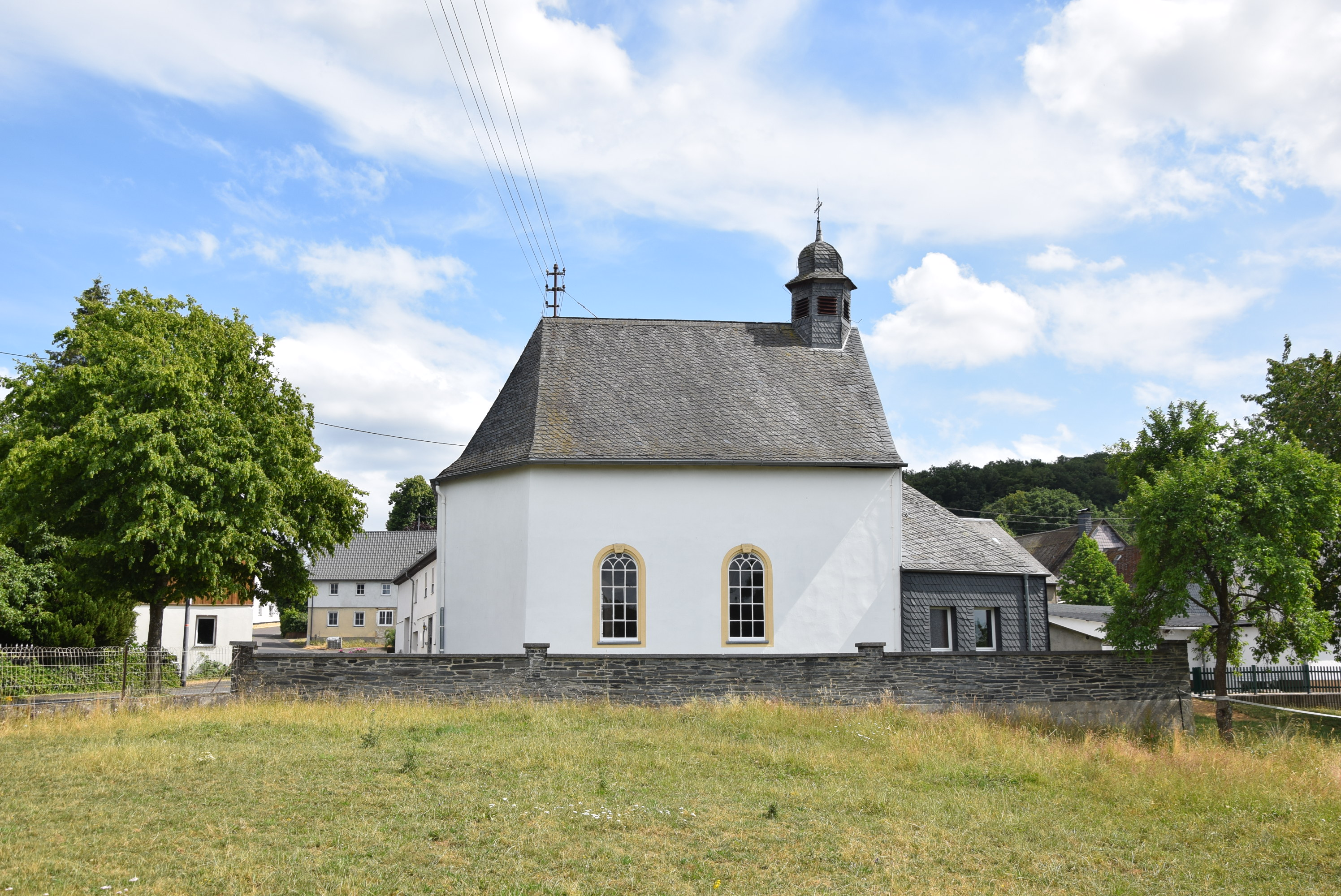
Ev. Kirche in Sonnschied